# SPEED (吉川晃司の曲)
「SPEED」（スピード）は、吉川晃司が1996年9月30日にリリースした22枚目のシングル。

## 解説
読売テレビ系『ダウンタウンDX』エンディング・テーマ。
元プロ野球選手の杉内俊哉投手が、ソフトバンク〜巨人時代を通し登場曲に使用された。

## 主な記録
2020年現在、吉川晃司名義としてオリコンウィークリーチャートで最後にTOP10入りした作品。

## 収録曲
1. SPEED
作詞：松井五郎・吉川晃司／作曲：吉川晃司／編曲：吉川晃司・菅原弘明
2. Only Love
作詞・作曲：吉川晃司／編曲：吉川晃司・菅原弘明

## 収録アルバム
- SPEED
  - BEAT∞SPEED（1996年）
  - DON'T STOP ME NOW（1997年）
  - PASSAGE:K2 SINGLE COLLECTION 1984-1996（1998年）
  - GOLDEN YEARS VOL.IV（1999年）（ライブバージョンで収録）
  - Thank You（2004年）（セルフカバーバージョン）
  - SINGLES+（2014年）

- Only Love
  - B-SIDE+（2014年）